# Paul Whelan
Paul Nicholas Whelan (Ottawa, 5 marzo 1970) è un ex militare statunitense con cittadinanza britannica, irlandese e canadese.
Ha prestato servizio come riservista del Corpo dei Marines, dal quale è stato congedato nel 2008 per cattiva condotta. Arrestato in Russia il 28 dicembre 2018 con l'accusa di spionaggio, è stato condannato il 15 giugno 2020 a 16 anni di carcere e confinato in una colonia penale in Mordovia. Il 1º agosto 2024 è stato rilasciato in uno scambio di prigionieri tra Stati Uniti e Russia avvenuto all'aeroporto di Esenboğa di Ankara.

## Biografia
Nato ad Ottawa, in Canada, da una famiglia di origini irlandesi, all'inizio degli anni '70 si è trasferito con i genitori in Michigan.
Dopo la scuola, Paul è entrato nella polizia e nel 2001 è diventato uno specialista informatico presso la società di selezione del personale Kelly Services. Nel 2003 ha preso un congedo di cinque anni e ha prestato servizio nella riserva del Corpo dei Marines, dove ha ricoperto incarichi amministrativi ed economici. Nel gennaio 2008 è stato condannato da un tribunale militare per diversi capi d'accusa relativi all'appropriazione indebita e poi congedato dalle forze armate statunitensi. Successivamente, ha continuato a lavorare presso Kelly Services, dove nel 2010 è stato promosso a Senior Security Manager. Nel 2016 è diventato direttore della sicurezza globale e delle indagini presso la società di ricambi auto BorgWarner.

### L'arresto e la liberazione
Il 28 dicembre 2018 Whelan è stato arrestato dall'FSB nella sua stanza d'albergo al Metropol di Mosca mentre riceveva una chiavetta USB da un ufficiale dei servizi speciali russi. Whelan sarebbe arrivato pochi giorni prima nel Paese est-europeo (che visitava periodicamente dal 2006), in occasione del matrimonio di un ex collega con una donna russa.
Le autorità russe lo accusarono di essere un ufficiale dell'intelligence statunitense incaricato di raccogliere informazioni classificate e di reclutare informatori dell'FSB e del Ministero della Difesa. Whelan ha sempre negato la sua colpevolezza, sostenendo di non aver mai avuto nulla a che fare con i servizi speciali americani, ma di essere stato vittima di una provocazione in relazione a un debito di circa 100mila rubli, che una sua vecchia conoscenza, un agente dell'FSB, non voleva restituirgli.
Nel giugno 2020 un tribunale di Mosca dichiarò Whelan colpevole di spionaggio e lo condannò a 16 anni di carcere da scontare nella colonia penale di massima sicurezza IK-17 in Mordovia.
Il 1º agosto 2024 è stato rilasciato nell'ambito di uno scambio di prigionieri tra Stati Uniti e Russia avvenuto all'aeroporto di Esenboğa di Ankara, in Turchia, assieme ad altri due prigionieri americani: l'inviato del Wall Street Journal Evan Gershkovich e la reporter di Radio Free Europe Alsu Kurmasheva.